# Minyobates steyermarki
Minyobates steyermarki là một loài ếch thuộc họ Dendrobatidae.
Đây là loài đặc hữu của Venezuela. Môi trường sống tự nhiên của chúng là rừng ẩm vùng đất thấp nhiệt đới hoặc cận nhiệt đới và vùng núi ẩm nhiệt đới hoặc cận nhiệt đới.
Chúng hiện đang bị đe dọa vì mất môi trường sống.